# Holden VU
De Holden VU was een serie van op de VX Commodore gebaseerde Utes van het Australische automerk Holden. De serie volgde in 2001 de Holden VS-serie op en werd daarna zelf opgevolgd door de VZ-serie. Zowel de voorgaande als de opvolgende serie waren Commodore-series met de Ute-modellen.

## Geschiedenis
De VU Utes waren gebaseerd op de een jaar eerder gelanceerde Holden VX Commodore. De serie kreeg standaard Holdens IRS-onafhankelijke wielophangingssysteem. Standaard kwamen de modellen met de 3,8 liter V6-motor. Optioneel was ook de nieuwe 5,7 liter V8 beschikbaar. ABS was ook een optie op alle Utes. Een klein jaar na de introductie volgde de Series II-update met nog enkele extra uitrusting en twee gelimiteerde modellen.

## Modellen
- Jan 2001: Holden Ute
- Jan 2001: Holden Ute S
- Jan 2001: Holden Ute SS
- Sep 2001: Holden Ute ~ Series II
- Okt 2001: Holden SS 50 Ute (gelimiteerd op 500 stuks)
- Mei 2002: Holden Storm Ute (gelimiteerd op 1000 stuks)